# Gug Boldklub Af 1954
Gug Boldklub eller Gug BK er en dansk idrætsforening, hjemhørende i Aalborgforstaden Gug. Foreningen blev grundlagt i 1954, på ruinerne af en tidligere klub med samme navn. Klubben havde oprindeligt håndbold og bordtennis på programmet, men tilføjede fodbold i slut-50'erne.
Klubbens bedste fodboldhold spillede i 2017-18 i Jyllandsserien.